# IAAF World Challenge 2019
Lo IAAF World Challenge 2019 è la decima edizione dello IAAF World Challenge, circuito di meeting internazionali di atletica leggera organizzati dalla IAAF.

## Meeting
| Meeting                           | Città             | Nazione     | Data          | Resoconto |
| --------------------------------- | ----------------- | ----------- | ------------- | --------- |
| Grande Prêmio Brasil de Atletismo | Bragança Paulista | Brasile     | 28 aprile     | resoconto |
| Golden Grand Prix                 | Osaka             | Giappone    | 19 maggio     | resoconto |
| Nanjing World Challenge           | Nanchino          | Cina        | 20-21 maggio  | resoconto |
| FBK Games                         | Hengelo           | Paesi Bassi | 9 giugno      | resoconto |
| Paavo Nurmi Games                 | Turku             | Finlandia   | 11 giugno     | resoconto |
| Golden Spike Ostrava              | Ostrava           | Rep. Ceca   | 20 giugno     | resoconto |
| ISTAF Berlin                      | Berlino           | Germania    | 1 settembre   | resoconto |
| Hanžeković Memorial               | Zagabria          | Croazia     | 2-3 settembre | resoconto |